# Solar Quest
Solar Quest är ett musikprojekt inom elektronisk musik, som består av den brittiske musikproducenten George Saunders. Han är mest känd för att vara stilriktare inom genren acid house, och framför allt hans låt Acid Air Raid från 1993 har nått framgångar på dansgolv och rejv. Han har även fått stora framgångar inom genren ambient, inte minst med hans album Orgship.
Solar Quest-projektet grundades av Saunders 1993 med målet att kombinera solenergi med elektronisk musik. För den årliga festivalen Glastonbury Performing Arts Festival har han flera gånger bidragit med ett solenergidrivet tält med ambientkonserter. Mycket av musiken som spelas i tältet har dessutom spelats in och mixats i en studio som drivs av solenergi.
Saunders har samarbetat med flera andra artister och musiker, bland andra den brittiske DJ:en DJ Choci, som driver skivbolaget Choci's Chewns på vilket större delen av Solar Quests tidiga verk släpptes.

## Diskografi

### Album
- 1994 – Orgship
- 1996 – Paranoid Aliens
- 1998 – AcidOphilez
- 1993 – Orgisms

### Singlar och EP-skivor
- 1993 – Acid Crumble
- 1993 – One Nation
- 1994 – Acid Air Raid
- 1994 – Acid Brain
- 1994 – Kirsty Cried
- 1994 – Orgship 1
- 1994 – Orgship 2
- 1995 – A + B = C In D#
- 1995 – Cosmosis
- 1995 – Into the Machine
- 1995 – Mesmerised (med Choci)
- 1998 – Space Pirates